# Hiranagaon, Basavakalyan
Hiranagaon là một làng thuộc tehsil Basavakalyan, huyện Bidar, bang Karnataka, Ấn Độ.